# Michael Doucet

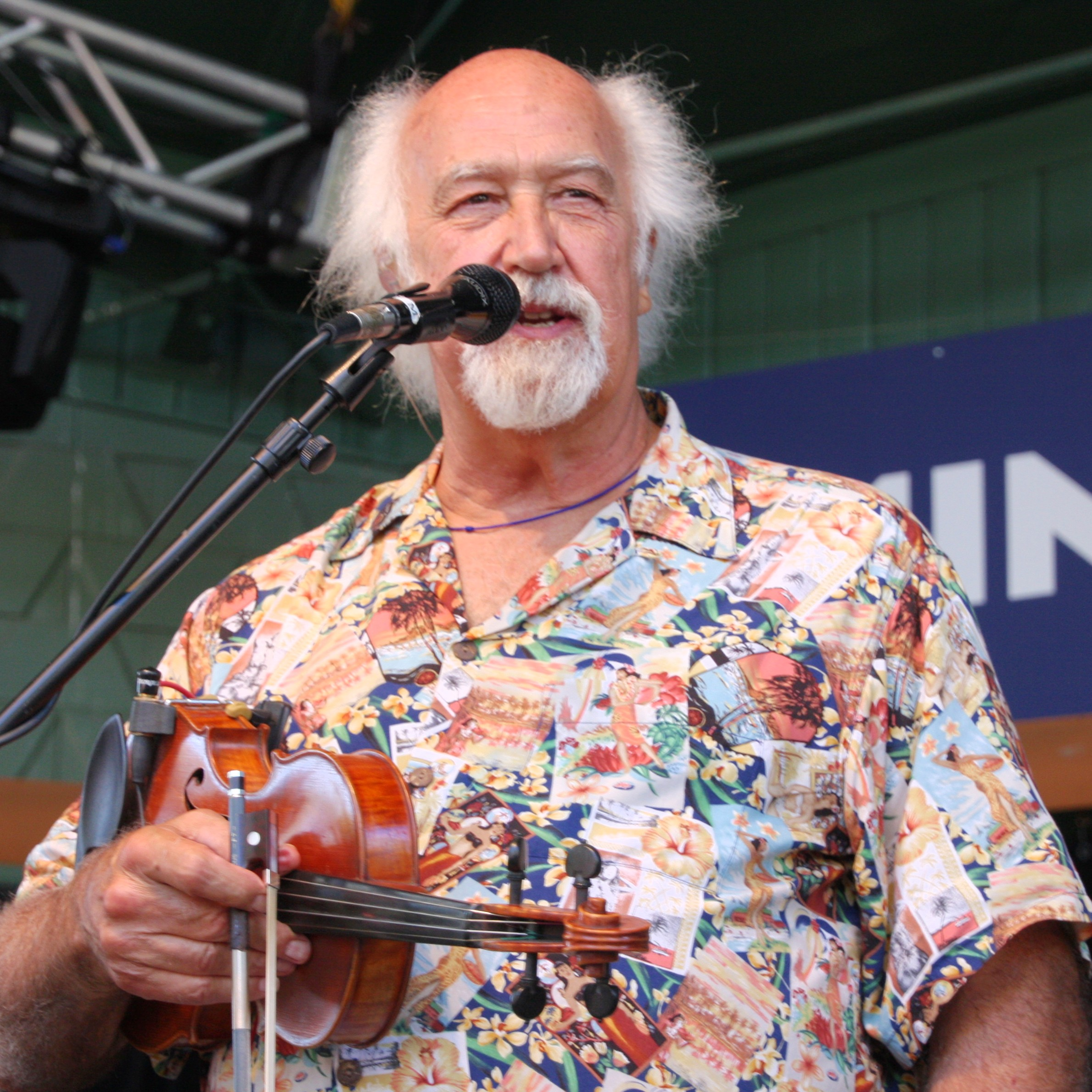
Michael Doucet

Michael Doucet (* 14. Februar 1951 in Scott, Louisiana) ist ein US-amerikanischer Fiddlespieler und Singer-Songwriter und bedeutender Vertreter der Cajun-Musik.

## Leben
Doucet lernte bereits als Kind in seiner Familie die Cajun-Musik kennen. Er begann mit sechs Jahren Banjo zu spielen und mit acht Jahren Gitarre. Im Alter von zwölf Jahren gründete er mit seinem Freund Zachary Richard eine Band, mit der er Folk-Rock spielte. 1974 unternahm er mit Richard eine Frankreichreise, bei der er junge Franzosen kennenlernte, die traditionelle Cajun-Musik spielten. 
Nach seiner Rückkehr in die USA ließ sich Doucet in Lafayette nieder. Er erhielt einen Folk Arts Apprenticeship Grant und studierte bei Cajun-Meistern wie Dewey Balfa, Varise Connor, Canray Fontenot, Hector Duhon und vor allem Dennis McGee. 1977 gründete er mit Kenneth und Sterling Richard die Gruppe Beausoleil. Die Musik der Gruppe verband Elemente des Cajunmusik mit dem Zydeco und Elementen des Jazz, Blues und Country. Sie wurde mehrfach für einen Grammy nominiert und gewann mit dem Album L'Amour ou la Folie den Preis für das Best Traditional Folk Album. Für die Gruppe komponierte Doucet Titel wie Chanson d’Acadie, Bunk's Blues, Conja, Newz Reel, Quelle Belle Vie, L'Ouragon, und Freeman’s Zydeco. 
Daneben bildet Doucet mit Marc und Ann Savoy die Savoy-Doucet Cajun Band. Mit Bruce Molsky, Darol Anger und Rushad Eggleston tritt er als Fiddlers 4 auf. Mit seiner Frau Sharon Doucet nahm er 1977 ein Album mit französischen Kinderliedern auf. Sein Album From Now On, das er mit Todd Duke einspielte, war 2008 für einen Grammy als „bestes Zydeco oder Cajun-Album“ nominiert. Ab 1977 unterrichtete mit Dewey Balfa Cajun-Musik an öffentlichen Schulen. Später wurde er Professor an der University of Southwestern Louisiana.